# Sertularia heteroclada
Sertularia heteroclada is een hydroïdpoliep uit de familie Sertulariidae. De poliep komt uit het geslacht Sertularia. Sertularia heteroclada werd in 1902 voor het eerst wetenschappelijk beschreven door Jäderholm. 